# Kląskawka (zwyczajna)
Kląskawka (zwyczajna) (Saxicola rubicola) – gatunek małego, częściowo wędrownego ptaka z rodziny muchołówkowatych (Muscicapidae). Zamieszkuje Europę.

## Występowanie
Zamieszkuje Europę oprócz jej północnej i północno-wschodniej części oraz Turcję i północno-zachodnie wybrzeże Afryki. Ptaki z zachodu i południa Europy oraz Afryki są przeważnie osiadłe, pozostałe wędrują na niewielkie odległości (przelot w VIII–X i III–V), zimując na południu Europy, w północnej Afryce i na Bliskim Wschodzie.
W Polsce to średnio liczny ptak lęgowy. Dość liczny na południu kraju, a zwłaszcza na Śląsku i w pasmie pogórzy, nieco mniej liczny na Wyżynie Małopolskiej i Lubelskiej. W pozostałych rejonach kraju występuje nielicznie i jest rozmieszczony nierównomiernie. Według szacunków Monitoringu Pospolitych Ptaków Lęgowych, w latach 2013–2018 populacja kląskawki w Polsce liczyła 106–174 tysięcy par lęgowych. Stopniowo zwiększa liczebność, wykazując ekspansję z południa na północ.

## Charakterystyka
Wygląd zewnętrznySamiec ma czarną głowę i gardło oraz wyraźne białe plamy na bokach szyi. Grzbiet jednolicie ciemnobrązowy, kuper biały, u niektórych osobników brązowy, kreskowany. Pierś i boki intensywnie pomarańczowe, brzuch i pokrywy podogonowe szarobiałe. Skrzydła ciemne, również od spodu. Ogon czarny lub brązowoczarny. Samica ma podobny rysunek upierzenia, ale jest  zdecydowanie mniej jaskrawo, wszystkie czarne elementy upierzenia u samca są u niej brązowe. Na wierzchu brązowo nakrapiana. Ptaki w 1. zimie jaśniejsze od samicy – ciemny brąz u samicy jest u nich jasny. Upierzenie młodych w szacie juwenalnej bardziej szare, mocniej nakrapiane i kreskowane. W porównaniu z pokląskwą, kląskawka ma okrąglejszą głowę i brak białej brwi nad okiem.:
| długość ciała | rozpiętość skrzydeł | długość ogona | masa ciała |
| ------------- | ------------------- | ------------- | ---------- |
| 11,5–13 cm    | 18–23 cm            | 4,5–5 cm      | 11–17 g    |

GłosWabi szorstkim, twardym „trak” i wysokim „fit”. Dość monotonny śpiew składa się z krótkich, szczebiotliwych fraz zawierających chrzęszczące i gwiżdżące dźwięki. Śpiewa siedząc wyprostowana na gałęzi krzewu, poruszając skrzydłami i ogonem; czasami też w locie.

## Środowisko
Suche łąki, wrzosowiska, step, wydmy, zarośla na brzegach górskich rzek, ruiny, wyrobiska, ugory i nasłonecznione zbocza. Preferuje tereny z krzewami, pojedynczymi drzewami, wysokimi bylinami. Zamieszkuje często krajobraz silnie zmieniony przez człowieka – nieużytki, przydroża, tereny ruderalne.

## Pożywienie
Owady, jesienią również nasiona.

## Lęgi

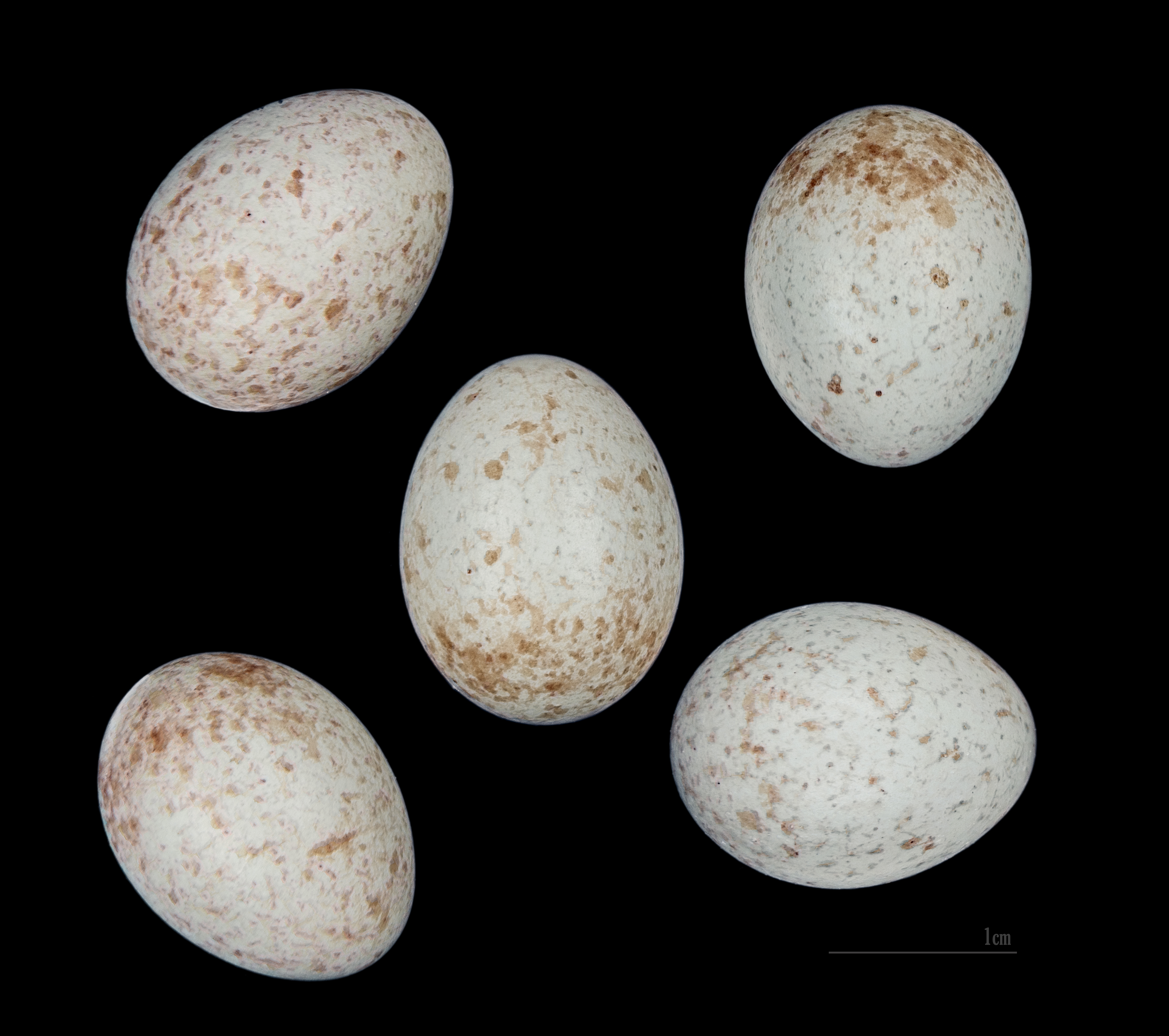
Jaja z kolekcji muzealnej

W ciągu roku wyprowadza dwa lęgi, pod koniec kwietnia i w czerwcu. Na południu zasięgu, gdzie są osiadłe, kląskawki mogą mieć 3 lub nawet 4 lęgi w ciągu roku.
GniazdoNa ziemi, w ukrytym, nasłonecznionym miejscu, pod osłoną gęstej roślinności.
Jaja i wysiadywanieSamica składa 5–6 jaj bladobłękitnych, nakrapianych czerwonobrązowymi plamami. Jaja są wysiadywane przez okres ok. 13 dni przez obydwoje rodziców.
PisklętaPisklęta opuszczają gniazdo po 12–13 dniach. Jeszcze przez 2 tygodnie są dokarmiane przez rodziców, najpierw przez oboje, a potem tylko przez samca (gdy samica przygotowuje się do drugiego lęgu).

## Systematyka
Dawniej systematyczna nazwa kląskawki brzmiała Saxicola torquata, później zmieniono ją na Saxicola torquatus (Linnaeus, 1766). Wyróżniano ok. 24 podgatunków. W roku 2002 (Wink et al., 2002) na podstawie badań DNA niektóre podgatunki podniesiono do rangi gatunku. I tak, obecnie wyróżnia się następujące gatunki:
- kląskawka (zwyczajna) (Saxicola rubicola – dawniej S. t. rubicola)
- kląskawka syberyjska (Saxicola maurus – dawniej S. t. maura) – zamieszkuje północno-wschodnie i wschodnie skraje Europy, południowo-wschodnie wybrzeże Morza Kaspijskiego po Bajkał, północno-zachodnią Mongolię, Tienszan, Kaszmir, Afganistan i północno-wschodni Iran
- kląskawka afrykańska (Saxicola torquatus – dawniej S. t. torquata) – zamieszkuje południową i subsaharyjską Afrykę, Madagaskar i Komory
- kląskawka białogardła (Saxicola tectes – dawniej S. t. tectes) – zamieszkuje Reunion
- kląskawka kanaryjska (Saxicola dacotiae).

Autorzy Handbook of the Birds of the World (a tym samym IUCN) nadal stosują systematykę sprzed podziału Saxicola torquatus.
W obrębie gatunku Saxicola rubicola wyróżnia się 2 niepewne podgatunki (bardzo podobne z wyglądu, ale nieco różniące się na poziomie DNA):
- S. rubicola hibernans – zamieszkuje Wyspy Brytyjskie, północno-zachodnią Francję i zachodnie wybrzeża Półwyspu Iberyjskiego; odnotowano też lęgi w południowo-zachodniej Norwegii[3].
- S. rubicola rubicola – występuje w zachodniej, środkowej i południowej Europie, Maghrebie i w Azji Mniejszej. Ten podgatunek gnieździ się również w Polsce.

## Status i ochrona
Gatunek nie jest zagrożony według danych IUCN (status LC – least concern).
W Polsce objęty jest ścisłą ochroną gatunkową. Na Czerwonej liście ptaków Polski kląskawka została sklasyfikowana jako gatunek najmniejszej troski (LC).